# Eriothymus rubiaceus
Eriothymus rubiaceus là một loài thực vật có hoa trong họ Hoa môi. Loài này được (Benth.) J.A.Schmidt mô tả khoa học đầu tiên năm 1858.